# برج میبانک
برج میبانک (مالایی: Menara Maybank) آسمان‌خراش مستقر در کوالا لامپور است، که متعلق به مایبانک می‌باشد و ساختمان مرکزی این بانک بشمار می‌آید.